# جفری آمهرست
جفری آمهرست (انگلیسی: Jeffery Amherst, 1st Baron Amherst; ۲۹ ژانویهٔ ۱۷۱۷ – ۳ اوت ۱۷۹۷) فرمانده نظامی و سیاست‌مدار اهل پادشاهی بریتانیای کبیر بود. وی همچنین برندهٔ جوایزی همچون نشان حمام شده‌است.